# Cerro Serkhe (berg i Bolivia)
Cerro Serkhe är ett berg i Bolivia.   Det ligger i departementet Cochabamba, i den centrala delen av landet, 170 km nordväst om huvudstaden Sucre. Toppen på Cerro Serkhe är 4 410 meter över havet, eller 98 meter över den omgivande terrängen. Bredden vid basen är 1,1 km.
Terrängen runt Cerro Serkhe är kuperad åt sydväst, men åt nordost är den bergig. Runt Cerro Serkhe är det ganska glesbefolkat, med 47 invånare per kvadratkilometer.. Närmaste större samhälle är Bolívar, 9,6 km väster om Cerro Serkhe.
Trakten runt Cerro Serkhe består i huvudsak av gräsmarker.